# رونالدو مونتيرو
رونالدو مونتيرو (بالإسبانية: Ronaldo Monteiro Pedraza)‏ هو لاعب كرة قدم بوليفي في مركز الهجوم، ولد في 11 يناير 1998 في سانتا كروز دي لا سييرا في بوليفيا. لعب مع نادي بوليفار.

## وصلات خارجية
- رونالدو مونتيرو على موقع قاعدة بيانات كرة القدم.إي يو (الإنجليزية)
- رونالدو مونتيرو على موقع Soccerway.com (الإنجليزية)